# Nagypettyes fenyőszajkó
A nagypettyes fenyőszajkó (Nucifraga multipunctata) a madarak (Aves) osztályának verébalakúak (Passeriformes) rendjébe, ezen belül a varjúfélék (Corvidae) családjába tartozó faj.
Magyar neve, forrással nincs megerősítve.

## Rendszerezése
A fajt John Gould angol ornitológus írta le 1811-ben.

## Előfordulása
Afganisztán, India, Kína, Nepál és Pakisztán területén honos. Természetes élőhelyei a tűlevelű erdők, mérsékelt övi erdő, szubtrópusi és trópusi hegyi esőerdők, valamint városi régiók. Állandó, nem vonuló faj.

## Megjelenése
Testhossza 35 centiméter, testtömege 155-177 gramm.

## Természetvédelmi helyzete
Az elterjedési területe rendkívül nagy, egyedszáma ugyan csökken, de még nem éri el a kritikus szintet. A Természetvédelmi Világszövetség Vörös listáján nem fenyegetett fajként szerepel.